# Hollywood Music Hall
Hollywood Music Hall was een populair uitgaanscentrum in Rotterdam en beschikte over zeven discotheken onder één dak. De eigenaar van de discotheek was Fred Diaz Bauste, tevens ambassadeur van de discothekenbranche. Op 22 juli 2014 maakte de eigenaar aanvankelijk alleen via Facebook, later via de eigen website, bekend dat na bijna 18 jaar de deuren voorlopig gesloten worden. Op 20 augustus 2014 is de discotheek failliet verklaard.
Sinds 2015 is daar Poppodium Annabel gevestigd.

## Zeven discotheken
De discotheek Hollywood Music Hall beschikte over zeven zalen met zeer uiteenlopende thema's en muziekstijlen, vandaar de kreet "zeven discotheken onder één dak". Daarnaast bestond Hollywood uit een mainhall, een loungeruimte en een outdoorgedeelte.
De ruimtes heetten als volgt:
- Danceplanet (muziekstijlen: dance, R&B, top 40, trance en hardstyle)
- Bols Cocktail Lounge
- Slam!FM Café
- Basement (muziekstijlen: Techno, hardcore en hardstyle)
- Partyplanet (muziekstijl: eclectic, club en house)
- Ramblas (muziekstijlen: R&B, top 40, dance classics en salsa)
- Flugel Feestcafé (muziekstijlen: Nederlandstalige muziek, dance classics, disco en rock)
- R&B planet (muziekstijlen: R&B en bubbling)
- Mainstreet
- Chillout / store
- Lounge beach

## Geschiedenis
De Hollywood Music Hall opende op 1 oktober 1996 zijn deuren voor het publiek. Daarvoor was de Harbour Jazz Club gevestigd in de locatie aan de Delftsestraat. De discotheek bestond toen uit de ruimtes, Diner, Mainhall, Loveboat, Western en de Casablancabar. Halverwege 1997 werd DJ Patrick (aka) The Nightraver aangetrokken als huis-dj. Naarmate de discotheek populairder werd bij het publiek werd besloten uit te breiden. De voormalige Ramblas, een underground discotheek van dezelfde eigenaar, gelegen naast de Hollywood Music Hall, werd bij het geheel getrokken als aparte zaal, Planet 21. De kelder werd omgebouwd en gedoopt tot Basement waar in de beginperiode alleen club werd gedraaid, onder andere door DJ Rico da Luna(tic). De kelder aan de 'Hollywood' kant, waar onder andere de Casablancabar gevestigd was, werd omgebouwd tot de R&B-zaal.

## Trivia
- In het weekend van 5 en 6 februari 2005 speelde zich kort na sluitingstijd een schietpartij voor de discotheek af waarbij vijf personen aan hun been gewond raakten, van wie er één tevens een slagaderlijke bloeding opliep. Deze werd door een van de EHBO'ers van de discotheek gered.
- In 2006 was Hollywood Music Hall onderdeel van TMF Clubcam. Eind 2009 is dit concept weer opgepakt.
- Op 20 november 2008 opende het TMF Café, waar regelmatig TMF-vj's achter de bar zouden staan.
- Op 9 juni 2009 werd tijdens de Nightlife Awards, Hollywood Music Hall voor de 4e keer verkozen tot beste Club van Nederland.
- Op 22 juli 2014 zetten de eigenaars een punt achter de Hollywood Music Hall. Er zou na de zomer van 2014 een nieuw concept komen.
- In november 2014 bleek de discotheek een miljoenenschuld te hebben bij de belastingdienst[2].